# A Bola (journal)
Pour l’article homonyme, voir A Bola.
A Bola est un quotidien sportif portugais, fondé par Cândido de Oliveira, António Ribeiro dos Reis et Vicente de Melo.
La première parution « papier » date du 29 janvier 1945. La première une électronique est lancée le jour des 55 ans du journal. 
C'est le quotidien payant le plus vendu au Portugal.[réf. nécessaire]